# Жанаталап (Бурлінський район)
Жанатала́п (каз. Жаңаталап) — село у складі Бурлінського району Західноказахстанської області Казахстану. Входить до складу Успенського сільського округу.
Населення — 435 осіб (2021; 439 у 2009, 433 у 1999, 594 у 1989).